# Vlag van oblast Toela
De vlag van oblast Toela is in gebruik sinds 25 november 2005. De vlag is gelijk aan het wapenschild, rechtstreeks afgeleid van het wapen van oblast Toela. Het is rood met twee gouden hamers en drie zilveren zwaarden (zonder handvat of gevest). De zwaarden zijn gekruist, met één horizontaal en de andere twee diagonaal; de hamers bevinden zich boven en onder de zwaarden, omlijst door de diagonaal georiënteerde zwaarden. Elk zwaard is bijna even breed als de vlag. De stad Toela is een belangrijk centrum voor de productie van wapens sinds de vroege jaren 1700.